# Саррокки, Джулио
Джулио Саррокки (итал. Giulio Sarrocchi, 24 мая 1887, Рим — 18 июля 1971, Рим) — итальянский фехтовальщик-саблист. Чемпион летних Олимпийских игр 1924 года, серебряный призёр летних Олимпийских игр 1928 года.

## Биография
Джулио Саррокки родился 24 мая 1887 года в Риме.
В 1924 году вошёл в состав сборной Италии на летних Олимпийских играх в Париже. Сборная Италии, за которую также выступали Оресте Пулити, Марчелло Бертинетти, Ренато Ансельми, Гвидо Бальцарини, Бино Бини и Винченцо Кучча, завоевала золотую медаль в командном турнире саблистов. Итальянцы в группе 1/8 финала победили Чехословакию — 11:5 и Грецию — 14:2, в четвертьфинальной группе сыграли вничью с Бельгией — 8:8 и выиграли у США — 12:4, в полуфинальной группе победили Аргентину — 14:2. В финальном турнире сборная Италии сыграла вничью с Венгрией — 8:8 и победила по числу ударов — 50:46, победила Нидерланды — 9:7 и Чехословакию — 11:5. 
В личном турнире саблистов Сарокки выиграл четвертьфинальную группу, победив Марка Перродона из Франции — 4:1, Кармело Мерло из Аргентины — 4:3, Арчи Корбла из Великобритании — 4:3, Артура Лайона из США — 4:1, Фелипе Гильена из Испании — 4:1, Иоанниса Георгиадиса из Греции — 4:1 и проиграв Эдёну Терстянски из Венгрии — 2:4. В полуфинальной группе занял 4-е место, выиграв у Шандора Пошты — 4:2, Горасио Каско из Аргентины — 4:1, Эктора Бело из Уругвая — 4:3, Марка Перродона — 4:2, Костаса Коциаса из Греции — 4:1, проиграв Оресте Пулити из Италии — 1:4, Роберту Фейерику из Бельгии — 0:4 и Мартену ван Дюлму из Нидерландов — 3:4.
В 1928 году вошёл в состав сборной Италии на летних Олимпийских играх в Амстердаме. Сборная Италии, за которую также выступали Бино Бини, Оресте Пулити, Ренато Ансельми, Эмилио Салафия и Густаво Марци, завоевала серебряную медаль в командном турнире саблистов. В четвертьфинальной группе итальянцы победили Грецию — 16:0, в полуфинальной Польшу — 16:0 и Нидерланды — 12:4, в финале уступили Венгрии — 7:9 и выиграли у Германии — 14:2.
Умер 18 июля 1971 года в Риме.